# George Lindbeck
George Arthur Lindbeck (10 mars 1923 - 8 janvier 2018) est un théologien luthérien américain. Il est surtout connu comme œcuméniste et comme l'un des pères de la théologie postlibérale (en) ,.

## Biographie
Lindbeck naît le 10 mars 1923 à Luoyang, en Chine, fils de missionnaires luthériens américains. Élevé dans ce pays et en Corée pendant les dix-sept premières années de sa vie , il est souvent maladif dans son enfance et se retrouve souvent isolé du monde qui l'entoure .
Il fréquente le Gustavus Adolphus College et obtient un baccalauréat ès arts en 1943. Il poursuit ses études supérieures à l'Université de Yale, obtenant son baccalauréat en théologie en 1946. Après ses études de premier cycle, il passe un an à l'Institut pontifical d'études médiévales avec Étienne Gilson à Toronto puis deux ans à l'École pratique des hautes études avec Paul Vignaux à Paris. Il obtient son doctorat en philosophie de Yale en 1955 en se concentrant sur les études médiévales, livrant une thèse sur le théologien franciscain Jean Duns Scot.
George Lindbeck attire d'abord l'attention en tant que médiéviste et en tant que participant à des discussions œcuméniques dans les universités et l'église. Il est « observateur délégué » au Concile Vatican II. Après cette période, il apporte d'importantes contributions au dialogue œcuménique, en particulier entre les luthériens et les catholiques romains . De 1968 à 1987, il est membre de la Commission mixte entre le Vatican et la Fédération luthérienne mondiale . En 1994, Lindbeck parle longuement de ses souvenirs de Vatican II avec George Weigel, et une transcription de son entretien avec Weigel est publiée dans l'édition de décembre 1994 de First Things.
Son ouvrage le plus connu est The Nature of Doctrine: Religion and Theology in a Postliberal Age, publié en 1984. Il a une grande influence et est l'un des ouvrages clés dans la formation et la fondation de la théologie postlibérale.
Il est nommé à la faculté de la Yale Divinity School en 1952 avant la fin de ses études et y reste jusqu'à sa retraite en 1993. Son livre The Church in a Postliberal Age est publié en 2002.
Il est membre de l'Académie américaine des arts et des sciences et récipiendaire de la médaille Wilbur Cross de la Yale Graduate School Alumni Association .
George Lindbeck meurt le 8 janvier 2018.

## Œuvres
- Lindbeck, George A. (1984). La nature de la doctrine : religion et théologie à l'ère postlibérale . Louisville : Presse de Westminster John Knox. (ISBN 9780664246181)
- Lindbeck, George A. (2003). L'Église à l'ère postlibérale . Grand Rapids, Michigan : William B. Eerdmans. (ISBN 9780802839954)

## Crédit d'auteurs
- (en) Cet article est partiellement ou en totalité issu de l’article de Wikipédia en anglais intitulé « George Lindbeck » (voir la liste des auteurs).